# Uncial 061
Uncial 061 (numeração de Gregory-Aland), α 1035 (von Soden), é um manuscrito uncial grego do Novo Testamento. A paleografia data o codex para o século 5.

## Descoberta
Codex contém o texto do Primeira Epístola a Timóteo (3,15-16; 4,1-3; 6,2-8), em 2 folhas de pergaminho (14 x 12 cm). O texto está escrito com uma coluna por página, contendo 19 linhas cada.
O texto grego desse códice é um representante do Texto-tipo Bizantino. Aland colocou-o na Categoria V.
Actualmente acha-se no Museu do Louvre (Ms. E 7332) in Paris.

## Literatura
- B. Reicke, Les Deux Fragments grecs onciaux de I Tim. appelés 061 publiés, Coniectanea Neotestamentica 11 (Uppsala, 1947), pp. 196-206.